# Tierra Amarilla (Chile)
Tierra Amarilla ist eine Stadt und Gemeinde in der Provinz Copiapó in der Región de Atacama in Chile. Bei der Volkszählung im Jahr 2017 hatte sie 14.019 Einwohner. Die Gemeinde erstreckt sich über eine Fläche von 11.190,6 km².
Im Jahr 2018 betrug die Zahl der in Tierra Amarilla registrierten Unternehmen 167.

## Geschichte
Am 30. Juli 2022 tauchte in der Gemeinde Tierra Amarilla, in der Nähe der Kupfermine Alcaparrosa, ein 25 m breites und mehr als 200 m tiefes Erdloch auf. Das Erdloch wuchs weiter und erstreckte sich über 50 m im Durchmesser am 7. August.

## Bevölkerung
Laut der Volkszählung des Nationalen Statistikinstituts von 2002 hatte Tierra Amarilla 12.888 Einwohner (7277 Männer und 5611 Frauen). Davon lebten 8578 (66,6 %) in städtischen Gebieten und 4310 (33,4 %) in ländlichen Gebieten. Die Bevölkerung wuchs zwischen den Volkszählungen 1992 und 2002 um 9,9 % (1164 Personen). Im Jahr 2017 zählte man 14.019 Personen.

## Orte
Die Gemeinde Tierra Amarilla beherbergt die folgenden Orte:
- Stadt Tierra Amarilla
- Los Loros
- Callejón Las Flores
- Amolanas
- Hornitos
- Lautaro Reservoir
- Pabellón
- San Antonio
- Nantoco
- Vizcachas
- Chilecito
- San Antonio Valle Hermoso
- Deponie
- Jotabeche
- Alcaparrosa
- Bafer
- Tropicana
- Carrizalillo Grande
- Valle Hermoso
- Totoralillo

## Persönlichkeiten
- Eric Ahumada (* 1994), Fußballspieler
- Eladio Rojas (1934–1991), Fußballspieler